# Liste der Bodendenkmäler in Rottendorf
Auf dieser Seite sind die Bodendenkmäler in der oberfränkischen Gemeinde Rottendorf zusammengestellt. Diese Tabelle ist eine Teilliste der Liste der Bodendenkmäler in Bayern. Grundlage ist die Bayerische Denkmalliste, die auf Basis des Bayerischen Denkmalschutzgesetzes vom 1. Oktober 1973 erstmals erstellt wurde und seither durch das Bayerische Landesamt für Denkmalpflege geführt wird. Die folgenden Angaben ersetzen nicht die rechtsverbindliche Auskunft der Denkmalschutzbehörde.

## Bodendenkmäler der Gemeinde Rottendorf

### Bodendenkmäler in der Gemarkung Rottendorf
| Lage                  | Objekt | Akten-Nr.     | Bild |
| --------------------- | --- | ------------- | ---- |
| Rottendorf (Standort) | Siedlung der Hallstattzeit und der jüngeren Latènezeit. | D-6-6126-0009 |      |
| Rottendorf (Standort) | Mittelalterliche und neuzeitliche Befunde im Bereich des im 18. Jh. wüst gefallenen Oberen Rothofes.                                                                                 | D-6-6126-0011 |      |
| Rottendorf (Standort) | Siedlung des Mittelneolithikums und der Hallstattzeit. | D-6-6126-0012 |      |
| Rottendorf (Standort) | Siedlung vor- und frühgeschichtlicher Zeitstellung. | D-6-6126-0013 |      |
| Rottendorf (Standort) | Siedlung vor- und frühgeschichtlicher Zeitstellung. | D-6-6126-0171 |      |
| Rottendorf (Standort) | Archäologische Befunde im Bereich der ehemalige befestigten frühneuzeitlichen Hofanlage Unterer Rothof bei Rottendorf.                                                               | D-6-6126-0269 |      |
| Rottendorf (Standort) | Siedlung der Linearbandkeramik, des Mittelneolithikums, der Michelsberger Kultur, der Hallstattzeit und der jüngeren Latènezeit.                                                     | D-6-6226-0007 |      |
| Rottendorf (Standort) | Siedlung der Linearbandkeramik sowie vermutlich Wüstung des frühen Mittelalters. | D-6-6226-0021 |      |
| Rottendorf (Standort) | Siedlung und vermutlich Körpergräber der Linearbandkeramik sowie Körpergräber des frühen Mittelalters.                                                                               | D-6-6226-0024 |      |
| Rottendorf (Standort) | Siedlung der Urnenfelderzeit sowie Siedlung und Bestattungen der Merowingerzeit. | D-6-6226-0039 |      |
| Rottendorf (Standort) | Siedlung der jüngeren Latènezeit. | D-6-6226-0040 |      |
| Rottendorf (Standort) | Mittelalterliche bis neuzeitliche Kapellenwüstung. | D-6-6226-0046 |      |
| Rottendorf (Standort) | Früh- bis spätmittelalterliche Wüstung Grünstadt mit mehreren Körpergräbern sowie Siedlung der jüngeren Latènezeit.                                                                  | D-6-6226-0048 |      |
| Rottendorf (Standort) | Siedlung des Alt- und Mittelneolithikums sowie des jüngeren Neolithikums. | D-6-6226-0049 |      |
| Rottendorf (Standort) | Siedlung der Hallstattzeit. | D-6-6226-0050 |      |
| Rottendorf (Standort) | Siedlung des Neolithikums. | D-6-6226-0051 |      |
| Rottendorf (Standort) | Siedlung der frühen Latènezeit. | D-6-6226-0053 |      |
| Rottendorf (Standort) | Verebnete Viereckschanze der späten Latènezeit. | D-6-6226-0055 |      |
| Rottendorf (Standort) | Verebnete vorgeschichtliche Grabhügel. | D-6-6226-0158 |      |
| Rottendorf (Standort) | Archäologische Befunde des Mittelalters und der frühen Neuzeit im Bereich des Ortskernes von Rottendorf.                                                                             | D-6-6226-0267 |      |
| Rottendorf (Standort) | Archäologische Befunde im Bereich der mittelalterlichen und frühneuzeitlichen Ortsbefestigung in Rottendorf.                                                                         | D-6-6226-0268 |      |
| Rottendorf (Standort) | Archäologische Befunde im Bereich der im Kern mittelalterlichen, frühneuzeitlichen Katholischen Pfarrkirche St. Vitus von Rottendorf mit Körperbestattungen im umliegenden Kirchhof. | D-6-6226-0270 |      |
| Rottendorf (Standort) | Archäologische Befunde im Bereich des ehemaligen Wasserschlosses in Rottendorf. | D-6-6226-0271 |      |
| Rottendorf (Standort) | Archäologische Befunde im Bereich der frühneuzeitlichen Marienkapelle bei Rottendorf mit frühneuzeitlichem Vorgängerbau.                                                             | D-6-6226-0272 |      |

### Bodendenkmäler in der Gemarkung Theilheim
| Lage                 | Objekt                                                        | Akten-Nr.     | Bild |
| -------------------- | ------------------------------------------------------------- | ------------- | ---- |
| Theilheim (Standort) | Siedlung des Mittelneolithikums und der Michelsberger Kultur. | D-6-6226-0004 |      |